# 93 Pułk Artylerii Przeciwlotniczej
93 Pułk Artylerii Przeciwlotniczej (93 paplot) – oddział artylerii przeciwlotniczej ludowego Wojska Polskiego.

## Formowanie i zmiany organizacyjne
Pułk został sformowany na podstawie rozkazu Nr 0045/Org. Ministra Obrony Narodowej z dnia 17 maja 1951 roku i rozkazu Nr 0026/Org. dowódcy OW IV z dnia 22 kwietnia 1952 roku, w terminie do 1 grudnia 1952 roku, w składzie 11 Dywizji Artylerii Przeciwlotniczej, według etatu Nr 4/67 pułku artylerii przeciwlotniczej średniego kalibru. Oddział miał być organizowany w Głogowie, lecz 19 maja 1952 roku miejsce formowania i postoju zmienione zostało na Wrocław-Leśnicę.
Na przełomie 1962 i 1963 roku pułk przeformowano na strukturę dywizjonową.
Zarządzeniem Nr 0133/Org. szefa Sztabu Generalnego WP z 13 września 1963 roku Dowództwo 11 DAPlot. zostało rozformowane, a 93 paplot usamodzielniony i podporządkowany bezpośrednio dowódcy okręgu. W 1967 roku jednostka przyjęła tradycje i historyczną nazwę 66 pułku artylerii przeciwlotniczej.

## Dowódcy pułku
- mjr Mieczysław Kordas (1952–1955)
- mjr dypl. Henryk Chmieluk (1955–1956)
- mjr dypl. Kazimierz Pundyk (1957–1958)
- mjr dypl. Stanisław Kościuk (1958–1959)
- mjr dypl. Henryk Sołtysiak (1959–1963)
- ppłk Tadeusz Semenowicz (1963–1970)

## Struktura organizacyjna
według etatu Nr 4/67 z 22 marca 1951 roku
- dowództwo
- pluton dowodzenia
- 4 baterie artylerii przeciwlotniczej 85 mm
- bateria szkolna
- pluton remontowy
- pluton gospodarczy

Każda z czterech baterii ogniowych składała się z plutonu dowodzenia, plutonu przyrządów i plutonu ogniowego.
Na uzbrojeniu i wyposażeniu pułku znajdowało się osiemnaście 85 mm armat przeciwlotniczych wzór 1939, pięć przyrządów centralnych PAUZO-3 i pięć dalmierzy.